# Oslo Nye Teater
Oslo Nye Teater blev åbnet i Oslo som Det nye Teater i februar 1929. Det var grundlagt ved store pengeindsamlinger under 1. verdenskrig og havde et program som først og fremmest gik ud på at opføre norsk dramatik.
Johan Bojer var Det nye Teaters fremmeste og ivrigste talsmand. Teatret byggede sin egen bygning i Rosenkrantz' gade 10 i Oslo, og knyttede en række gode skuespillere til sig, fra Nationaltheatret: Harald Stormoen, Henrik Aabel og Odd Frogg.
Teateret består nu af fire scener: Oslo Nye Hovedscenen, Oslo Nye Centralteatret, Oslo Nye Trikkestallen og Oslo Nye Caféscenen. Teateret har også sin egen restaurant "Teaterkjellern" i kælderen under Centralteateret.
59°54′51″N 10°44′23″Ø / 59.9143°N 10.7397°Ø